# Doodweg

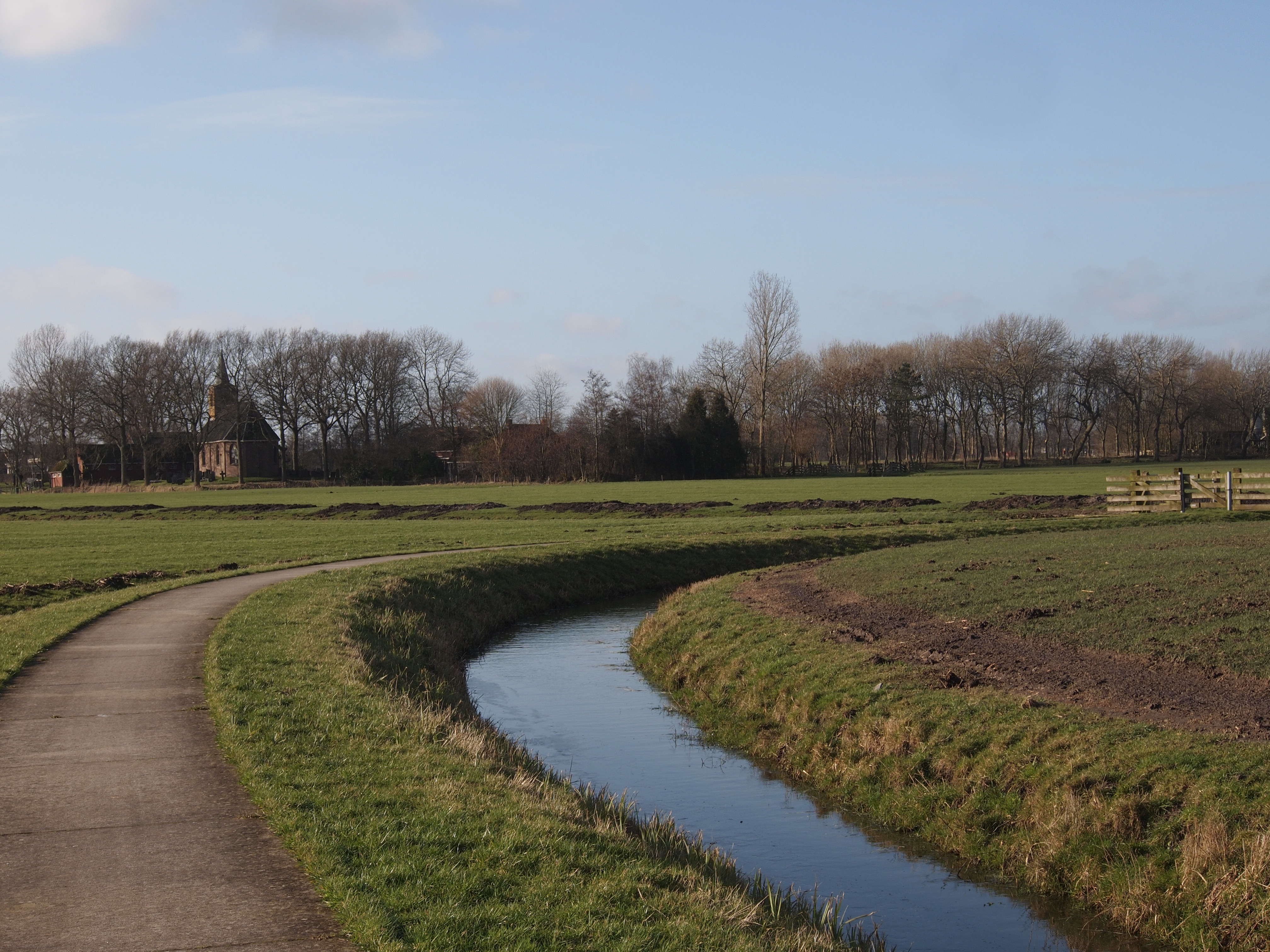
Lijkweg naar de kerk in Augsbuurt, Friesland

Een doodweg, dodeweg, dooweg, helweg, lijkweg, noodweg of reeweg (laatstgenoemde in Drenthe) is een weg (vaak niet meer dan een pad) tussen plaatsen zonder kerkhof en de dichtstbijzijnde begraafplaats, die door overlevering van geslacht op geslacht voor ieder gehucht en zelfs voor iedere hoeve was vastgelegd. Het lijkt hiermee veel op het kerkpad. Het is de weg die men gebruikte om een dode naar zijn laatste rustplaats te brengen. Daaraan waren doorgaans vele riten en tradities verbonden.
Het verhaal gaat dat deze doodwegen zijn aangelegd in de tijd van Karel de Grote, om het volk af te houden van heidense begraafplaatsen. Er wordt wel beweerd dat de wegen helwegen werden genoemd, omdat het de weg naar de hel betrof, waarlangs de zielen gingen, al lijken dit verklaringen die achteraf aan het fenomeen zijn gekoppeld.

## Voorbeelden
- Het pad van Wierumerschouw naar Oostum heet Doodelaan en is zo'n doodweg. Het Pieterpad volgt dit pad door de weilanden.
- Ook op de Hilversumse Westerheide lopen enkele doodwegen, allemaal naar het Sint Janskerkhof te Laren.
- In Deurne liep de Lijkweg tussen het gehucht Vreekwijk en de dorpskern over de akkers. Bij de uitbreiding van het dorp in de zeventiger jaren is de Lijkweg niet bewaard gebleven.
- Tussen de dorpen Loo en Groessen loopt een "lijkweg".
- In Leusden verbond de Dodeweg het dorp Leusbroek met de kerk en begraafplaats in Oud-Leusden, thans staat daar nog de kerktoren van Oud-Leusden.
- De weg Soesterberg-Soest (van Weerden Poelmanweg/Soesterbergsestraat) heette vroeger Dodeweg.
- de Doodweg is een zeer oude achterweg vanaf het dorp Velsen in de richting Wijk aan Zee. In 1850 nog wordt deze Landweg als volgt omschreven 'Loopt achter Meershoef, Wijkeroog en Meerzigt,vanaf Velserbeek tot aan de Corverslaan[3]

## Leylijnen
Volgens wichelroedelopers zouden de doodwegen gesitueerd zijn op leylijnen. Daarom zouden deze wegen kaarsrecht in het landschap liggen, waarbij er tevens bruggen op deze lijnen lagen. In de werkelijkheid blijken deze wegen echter vaak bochtiger te zijn dan deze theorie doet voorstellen.